# Euphysa australis
Euphysa australis är en nässeldjursart som beskrevs av von Lendenfeld 1884. Euphysa australis ingår i släktet Euphysa och familjen Euphysidae. Inga underarter finns listade i Catalogue of Life.